# Katherine MacGregor
Katherine MacGregor (Glendale, 12 gennaio 1925 – Woodland Hills, 13 novembre 2018) è stata un'attrice statunitense, nota per aver interpretato Harriet Oleson nella serie televisiva statunitense La casa nella prateria.

## Biografia
Katherine MacGregor nasce a Glendale, in California, il 12 gennaio 1925. 
È la figlia di Ralph S. McGregor e Beatrice E. Willard. Quando Katherine era bambina, sua madre Beatrice trasferì la famiglia a Fort Collins, in Colorado, dove vissero la maggior parte della prima infanzia di Katherine.
Nel 1940 iniziò a lavorare come istruttrice in una scuola di danza a New York. Si è laureata alla Northwestern University con una specializzazione in recitazione e si è trasferita a New York nel 1949.
Ha recitato in borsa estiva, in Pennsylvania, come Dorlee Deane McGregor, ma è passata a usare il nome d'arte Scottie MacGregor mentre la sua carriera di attrice avanzava. Quando ha adottato l'uso di Katherine come nome di battesimo non è chiaro, ma è passata dall'usare "Scottie" quando è maturata in età su consiglio del suo manager.
Nel 1954 interpretò un ruolo secondario nel film di Elia Kazan Fronte del porto. Successivamente, apparve in alcuni episodi dei telefilm Mannix, Ironside, Assistente sociale e Squadra emergenza, ma divenne famosa nella serie televisiva della NBC La casa nella prateria, nella quale interpretò il ruolo di Harriet Oleson, titolare dell'unico emporio della città, l'Oleson's Mercantile, tra il 1975 e il 1983. Grazie alla sua popolarità in questo telefilm, nel 1979 è stata invitata ad apparire nel programma spagnolo 625 Lineas.
Nel 1981 partecipò nel game show statunitense Family Feud. In seguitò si dedicò all'attività teatrale a Broadway.
È morta il 13 novembre 2018, a 93 anni, in una casa di riposo di Los Angeles nello stato della California. Non è stata fornita alcuna causa.

### Vita privata
Katherine MacGregor è stata sposata dal 1949 al 1950 con l'attore statunitense Bert Remsen. Nell'agosto 1969 sposò l'attore e regista Edward G. Kaye-Martin, da cui divorziò nel 1970. Convertita all'Induismo dopo essersi liberata dalla dipendenza dall’alcol, non volle partecipare ai tre film conclusivi de La casa nella prateria, serie che la rese famosa, in quanto impegnata in un pellegrinaggio in India al momento delle riprese.